# Източна сива катерица
Източната сива катерица (Sciurus carolinensis) е вид средноголям гризач от семейство Катерицови (Sciuridae). Разпространен е в централните и източни части на Съединените щати и в югоизточните области на Канада. Видът е силно адаптивен и е интродуциран в западните райони на Съединените щати и на Британските острови, където на много места е изместил местната обикновена катерица (Sciurus vulgaris).